# Lydia West
Pour les articles homonymes, voir West.
Lydia West, née le 24 juin 1993 à Islington (Londres), est une actrice et comédienne anglaise.

## Biographie
Lydia West est originaire de Londres. Sa mère est infirmière et son père travaille pour une association caritative. Elle a une sœur aînée, nommée Rachel,.
Dès l'adolescence, Lydia West s'entraîne au ballet, aux claquettes, au modern jazz et à la danse contemporaine, mais doit arrêter à la suite d'une blessure au pied. Après avoir obtenu un diplôme universitaire en commerce, elle travaille comme assistante personnelle, tout en se formant à temps partiel à l'Identity School of Acting,,.

## Carrière professionnelle
Après l'obtention de son diplôme de l'Identity School of Acting, Lydia West décroche le rôle de Bethany Bisme-Lyons dans la série Years and Years de Russell T Davies, diffusée sur BBC One et HBO en 2019,.
En 2021, elle joue dans la série It's A Sin de Russell T Davies, diffusée sur Channel 4,,. Pour le personnage de Jill Baxter, le scénariste s'inspire de l'une de ses proches,.
Lydia West a également participé à la mini-série Dracula sur BBC One, ou à la fiction Suspicion pour Apple TV+. Elle collabore à la narration du Magicien d'Oz pour Audible aux côtés de Jim Broadbent. L'actrice obtient son premier rôle au cinéma dans le film Text for You de Jim Strouse.

## Filmographie

### Télévision
- 2019 : Years and Years : Bethany Bisme-Lyons
- 2020 : Dracula : Lucy Westenra
- 2021 : It's a Sin : Jill Baxter
- 2021 : Suspicion de Chris Long : Monique
- 2022 : Inside Man : Beth Davenport
- 2022 : The Pentaverate : Reilly Clayton

### Cinéma
- 2021 : Text for You de Jim Strouse
- 2021 : Higher Grounds : Bridget